# Долгогусевский
Долгогу́севский — хутор в Белореченском районе Краснодарского края России. Входит в состав Дружненского сельского поселения.

## Варианты названия
- Долго-Гусев,
- Долго-Гусевский,
- Долго-Гусевское[2].

## Географическое положение
Расположен в 9 км от центра поселения и в 7,5 км от районного центра.

## Население
| 2002 | 2010  |
| ---- | ----- |
| 1545 | ↘1542 |

## Улицы
- ул. Голенева,
- ул. Интернационалистов,
- ул. Лукашова,
- ул. Новая,
- ул. Полтавская,
- ул. Табачная.

## Объекты культурного наследия
- Обелиск в честь земляков, погибших в годы Великой Отечественной войны, 1960 год[5].

## Известные уроженцы
- Голенев, Степан Трофимович (1917—1944) — Герой Советского Союза.